# Grebčine (Vrpolje)
Grebčine su arheološko nalazište u Vrpolju, gradskom naselju Grada Trilja.

## Opis
Na položaju Grebčine u Vrpolju kod Trilja, s južne strane nerazvrstane ceste br. 1855 Vrpolje – Velić nalazi se kasnosrednjovjekovno groblje sa stećcima. Preko istočnog dijela groblja prolazi makadamski seoski put. Nalazište je dijelom oštećeno postavljanjem stupova dalekovoda. Na groblju se nalazi pedesetak nadgrobnih spomenika – stećaka. Arheološka iskapanja nisu se obavljala. Evidentirano je nekoliko stećaka u obliku sanduka i jedan antropomorfni stećak. Većina grobova je obilježena neukrašenim nadgrobnim pločama. Samo jedan stećak u obliku sanduka ukrašen je reljefnim motivom tordirane vrpce i kola. Groblje u Vrpolju smješteno je uz vjekovnu transverzalu koja je tijekom prapovijesti, antike, srednjeg i novog vijeka bila glavna komunikacijska poveznica jadranske obale s unutrašnjošću Dalmacije. Srednjovjekovno groblje datira se u razdoblje od 13. do početka 16. stoljeća. Arheološko nalazište Grebčine u Vrpolju važno je za proučavanje rasprostranjenosti i tipologije stećaka, te valorizacije kasnosrednjovjekovnih groblja te stoga ima svojstvo kulturnog dobra.

## Zaštita
Pod oznakom Z-5813 zavedene su kao nepokretno kulturno dobro - pojedinačno, pravna statusa zaštićena kulturnog dobra, klasificirano kao "arheološka baština".